# Rhaestus lativentris
Rhaestus lativentris är en stekelart som först beskrevs av Holmgren 1858.  Rhaestus lativentris ingår i släktet Rhaestus och familjen brokparasitsteklar. Arten är reproducerande i Sverige. Inga underarter finns listade i Catalogue of Life.